# Oca riallera petita
L'oca riallera petita (Anser erythropus) és una espècie d'ocell de la família dels anàtids (Anatidae) estretament relacionat amb l'oca riallera grossa (A. albifrons). Es reprodueix al Paleàrtic més septentrional, però és un reproductor escàs a Europa, amb un intent de reintroducció a Fennoscàndia.

## Descripció
Les dues espècies d'oca riallera (la grossa i la petita) difereixen poc més que en la mida (la menor, amb una longitud de 53–66 cm i una envergadura de 120–135 cm, no és gaire més grossa que un ànec collverd (Anas platyrhynchos), però ambdues es poden distingir fàcilment de l'oca comuna per les potes de color taronja brillant i les cobertores superiors de les ales de color marró pàl·lid. L'oca comuna té el bec i les potes de color carn i les cobertores superiors de les ales són de color gris blavós. Les oques rialleres petites adultes, a més de ser més petites que les oques rialleres grosses, tenen un anell ocular groc evident i la màscara facial blanca arriba fins a la corona.

## Distribució i hàbitat
L'oca riallera petita hiverna més al sud d'Europa i és una rara oca errant d'hivern a la Gran Bretanya i l'Índia.[8] Antigament, alguns ocells apareixien regularment a la Reserva Humida de Slimbridge, a Gloucestershire, Anglaterra, on van inspirar Sir Peter Scott a crear The Wildfowl and Wetlands Trust; tanmateix, els registres moderns són molt menys freqüents, conseqüència del declivi de l'espècie en les zones de cria europees. És una espècie atractiva, i també es manté àmpliament en col·leccions d'ocells salvatges i, com a resultat, es produeixen fugides; els individus que es veuen a l'estiu o en companyia d'altres oques salvatges probablement són d'origen captiu.

## Conservació
L'oca riallera petita petita es considera una espècie en perill d'extinció, però hi ha programes per reintroduir animals a la natura per enfortir la població. A més, és una de les espècies a les quals s'aplica l'Acord sobre la conservació dels ocells aquàtics migratoris afroeurasiàtics (AEWA).

### Població fennoscàndica
Aquesta població genèticament diferent s'estima actualment en 20 parelles reproductores o un total de 60-80 individus com a màxim. Es reprodueixen al nord de Noruega i hivernen a Grècia, Bulgària i Turquia. Hi ha un lloc de parada important al Parc Nacional de Hortobágy, Hongria, on els ocells passen fins a dos mesos durant la tardor i un més durant la migració de primavera.
Una altra part de la població fennoscàndica es reprodueix al nord de Suècia. La mida de la població el 2015 s'estima en unes 15 parelles reproductores o un total de 40-50 individus. Aquests ocells segueixen una ruta migratòria occidental i passen l'hivern als Països Baixos i Alemanya. Segons la Llista Vermella de la UICN del 2015, l'estat de conservació d'aquesta població està en perill crític d'extinció.

## Taxonomia
L'oca riallera petita petita va ser descrita formalment el 1758 pel naturalista suec Carl Linnaeus a la desena edició del seu Systema Naturae amb el nom binomial Anas erythropus. Linnaeus va especificar la localitat tipus com el nord d'Europa, però el 1913, això es va restringir al nord de Suècia. L'oca riallera petita petita és ara una de les espècies classificades al gènere Anser que va ser introduït pel zoòleg francès Mathurin Jacques Brisson el 1760.
L'epítet específic prové d'anser, el llatí per a oca, i erythropus, peus vermells, derivat del grec antic eruthros vermell i pous, peu.
L'espècie és monotípica: no es reconeix cap subespècie.
L'oca riallera petita petita està estretament relacionada amb l'oca riallera grossa (Anser albifrons).